# Köln Trimbornstraße
Köln Trimbornstraße – przystanek kolejowy w Kolonii, w kraju związkowym Nadrenia Północna-Westfalia. Znajduje się tu 1 peron.